# Власково (бывшая Марьинская волость)
Вла́сково — деревня в Великолукском районе Псковской области России. Входит в состав Шелковской волости.

## География
Расположена на севере района на реке Ловать, в 23 км к северу от райцентра Великие Луки.

## Население
| 2001 | 2002 | 2010 |
| ---- | ---- | ---- |
| 81   | →81  | ↘72  |

Численность населения деревни по оценке на начало 2001 года составляла 81 житель.

## История
С января 1995 до декабря 2014 года деревня входила в состав ныне упразднённой Марьинской волости.